# 21st Century Film Corporation
La 21st Century Film Corporation è stata una compagnia di produzione e distribuzione cinematografica statunitense fondata nel 1971, con Menahem Golan come amministratore delegato dal 1989 fino alla bancarotta.

## Storia
Fu fondata nel 1971 come 21st Century Distribution Corporation come attività di produzione e distribuzione cinematografica.
Alla fine degli anni ottanta, il regista e produttore israeliano Menahem Golan entrò nella compagnia dopo le dimissioni dalla Cannon Films, comprata in quel periodo da Giancarlo Parretti, amministratore delegato della Pathé Communications. In seguito, Parretti riuscì a ottenere la 21st Century Film e i diritti dell'Uomo ragno e di Capitan America tramite Golan dalla Cannon.
L'obiettivo di Golan era di quello di pubblicare pellicole di alta qualità sul mercato americano e internazionale, ma 21st Century riuscì ad avere un successo su piccola scala con film a basso costo come Bullseye! (1990) e rifacimenti come Il fantasma dell'opera (1989) e La notte dei morti viventi (1990).
Nell'aprile del 1989, 21st Century Film Corporation e Pathé Communications terminarono il loro contratto di produzione cinematografica: la 21st ottenne i diritti di Mack the Knife (1989), Il fantasma dell'opera assieme ad altri progetti e diritti sulle sceneggiature, mentre Pathé non avrebbe avuto più altre obbligazioni finanziarie con la 21st Century.
Nel 1990 fu distribuito Capitan America, ma ottenne una limitata distribuzione cinematografica e fu immesso nel mercato dei direct-to-video.
La 21st cercò con difficoltà i fondi necessari per finanziare un film sull'Uomo Ragno il quale non venne mai realizzato; e vendette i diritti televisivi dei propri alla Viacom, quelli per l'home-video alla Columbia Pictures e quelli cinematografici alla Carolco Pictures. Nel 1993, Golan provocò una serie di cause legali per la 21st Century sui diritti dell'Uomo ragno temendo di perderli, ma nello stesso anno la compagnia iniziò ad avere problemi finanziari che la porteranno in bancarotta. Nel 1995, fu sentenziato che i diritti cinematografici sull'Uomo ragno erano scaduti e che sarebbero ritornati alla Marvel. Intanto, tutta la libreria cinematografica e gli assets della 21st Century furono acquisiti dalla Metro-Goldwyn-Mayer (unitasi in precedenza a Pathé/Cannon e distributore all'epoca dei film della Carolco), principalmente per una rinuncia di proprietà da parte della Carolco.
Nel 1993, pubblicò pochi altri film tra cui Deadly Heroes e nel 1994 distribuì Il giustiziere della notte 5, l'ultimo nella serie e l'ultima apparizione cinematografica di Charles Bronson.
Attualmente, la maggior parte del catalogo di film della 21st Century Film Corporation è ancora di proprietà della MGM, La notte dei morti viventi e Il ballo proibito appartengono alla Sony Pictures mentre Il giustiziere della notte 5 è di proprietà della Lionsgate.

## Filmografia parziale
- Cathy's Curse (1977)
- The Obsessed One (1977)
- I Go Pogo (1980)
- Nightmare (1981)
- The Slayer (1982)
- Blood Tide (1982)
- The Deadly Spawn (1983)
- Scalps (1983)
- Non aprite prima di Natale! (1984)
- Biohazard (1985) (ora di proprietà della MGM)
- Il fantasma dell'opera (1989)
- Caged Fury (1989)
- La notte dei morti viventi (1990) (distribuito dalla Columbia Pictures)
- Bullseye! (1990)
- Il ballo proibito (1990) (distribuito dalla Columbia Pictures)
- Capitan America (1990)
- Navy Seals: giovani eroi (1991)
- Bloodmatch (1991)
- Prison Planet (1992)
- Desert Kickboxer (1992)
- Deadly Heroes (1993)
- Due vite al massimo (1993)
- Il giustiziere della notte 5 (1994) (distribuito da Trimark Pictures)